# Aspria Tennis Cup 2007
La Aspria Tennis Cup 2007, nota anche come Zenith Tennis Cup, è stata un torneo di tennis facente parte della categoria ATP Challenger Series nell'ambito dell'ATP Challenger Series 2007. Il torneo si è giocato a Milano in Italia dal 18 al 24 giugno 2007 su campi in terra rossa.

## Vincitori

### Singolare
Santiago Ventura ha battuto in finale  Victor Hănescu con il punteggio di 6–3, 7–5

### Doppio
Fabio Colangelo /  Martín Vilarrubi hanno battuto in finale  Alessandro Da Col /  Manuel Jorquera con il punteggio di 6(2)–7, 7–6(8), [10–8]